# Bembrops
Bembrops is een geslacht van straalvinnige vissen uit de familie van baarszalmen (Percophidae). Het geslacht is voor het eerst wetenschappelijk beschreven in 1876 door Steindachner.

## Soorten
- Bembrops anatirostris Ginsburg, 1955
- Bembrops cadenati Das & Nelson, 1996
- Bembrops caudimacula Steindachner, 1876
- Bembrops curvatura Okada & Suzuki, 1952
- Bembrops filifera Gilbert, 1905
- Bembrops gobioides (Goode, 1880)
- Bembrops greyi Poll, 1959
- Bembrops heterurus (Miranda-Ribeiro, 1903)
- Bembrops macromma Ginsburg, 1955
- Bembrops magnisquamis Ginsburg, 1955
- Bembrops morelandi Nelson, 1978
- Bembrops nelsoni Thompson & Suttkus, 2002
- Bembrops nematopterus Norman, 1939
- Bembrops ocellatus Thompson & Suttkus, 1998
- Bembrops platyrhynchus (Alcock, 1894)
- Bembrops quadrisella Thompson & Suttkus, 1998
- Bembrops raneyi Thompson & Suttkus, 1998